# Julius Erasmus
Julius Erasmus (Aachen, 1895. február 16. – Abenden, 1971. szeptember 3.) német utász százados volt a második világháborúban, aki arról vált híressé, hogy elesett bajtársai felkutatásának és eltemetésének szentelte az életét.

## Élete
Erasmus az Aachenért folyó harcokban elvesztette teljes családját, őt a Hürtgen-erdőbe vezényelték, ahol hónapokon át heves harcok folytak a német és amerikai csapatok között. A háború után, 1945 nyarán visszatért Vossenackba, a Hürtgen-erdőbe.
„A háború mindent elvett tőlem. Aztán megláttam őket (bajtársaimat) az utak mentén, az erdők szélén és kidőlt fák alatt feküdni. Képtelen voltam tudomást nem venni ezekről a temetetlen és elfelejtett holttestekről. Emészteni kezdtek” – mondta később Erasmus. A férfi elhatározta, hogy eltemeti a halottakat. Miután 120 katonát hantolt el az erdők mellett, a helyi hatóságok területet biztosítottak számára a köztemetőben, majd a falusiak is segíteni kezdték. Összebarátkozott Eschweiler atyával, aki segített neki megtalálni az elesetteket.  A munka rendkívül veszélyes volt, mert az erdő tele volt fel nem robbant aknákkal.
1949 augusztusára csaknem 800 katona földi maradványait temette el. Végül ez a szám 1569-re emelkedett. Megpróbálta a halottakat azonosítani is, és egyszerű fakeresztekkel jelölte a sírjukat. Miután a vossenacki temető szabad területe elfogyott, a német hadisírgondozó szervezet ( Volksbund Deutsche Kriegsgräberfürsorge) megalapította a mai Vossenacki német katonai temetőt az egykori 470-es magaslaton. A szervezet alkalmazásába vette Erasmust, aki 15 évig lakott egy kunyhóban a sírkert mellett. Az 1960-as években költözött el onnan. 1971-ben szinte teljesen elfeledve halt meg. A temetőben emlékkő tiszteleg előtte.